# Герб комуни Нурданстіг
Герб комуни Нурданстіг (швед. Nordanstigs kommunvapen) — символ шведської адміністративно-територіальної одиниці місцевого самоврядування комуни Нурданстіг. 

## Історія
Проект герба комуни на початку 1980-х років розробив Пауль Перссон з Єттендаля. 
Герб комуни зареєстровано 1988 року. 

## Опис (блазон)
Щит перетятий, у верхньому срібному полі іде чорний кінь, нижнє синє поле вкрите з рибацькою сіткою з шістьма повними секціями. 

## Зміст
Кінь символізує розвинуте сільське та лісове господарства. Рибацька сітка уособлює рибальство, а шість повних секцій означають шість історичних парафій, які з 1974 року входять до складу комуни — Гассела, Бергше, Ільсбю, Гнарп, Єттендаль і Гармонгер. 